# Павловская (Усть-Паденьгское сельское поселение)
Павловская — нежилая деревня в Шенкурском районе Архангельской области. Входит в состав муниципального образования «Усть-Паденьгское».

## География
Деревня расположена в южной части Архангельской области, в таёжной зоне, в пределах северной части Русской равнины, в 52 километрах на юго-запад от города Шенкурска, на правом берегу реки Паденьга, приток Ваги. Ближайшие населённые пункты: на юго-западе деревни Леоновская и Голыгинская.
Часовой пояс
Павловская, как и вся Архангельская область, находится в часовой зоне МСК (московское время). Смещение применяемого времени относительно UTC составляет +3:00.

## Население
| 2002 | 2010 | 2012 |
| ---- | ---- | ---- |
| 0    | →0   | →0   |

## История
Указана в «Списке населённых мест по сведениям 1859 года» в составе Шенкурского уезда(1-го стана) Архангельской губернии под номером «2044» как «Оглядкина(Павловская)». Насчитывала 3 двора, 10 жителей мужского пола и 13 женского.
В «Списке населенных мест Архангельской губернии к 1905 году» деревня Павловская(Огладкина) насчитывает 16 дворов, 62 мужчины и 82 женщины.  В административном отношении деревня входила в состав Паденгского сельского общества Устьпаденгской волости.
На 1 мая 1922 года в поселении 20 дворов, 45 мужчин и 51 женщина.